# Бечка, Богумил
Бо́гумил Бе́чка (Bohumil Bečka) — чешский астроном и учитель математики и физики.

## Биография
Богумил Бечка окончил гимназию в Писеке и Йичине, затем слушал лекции в Пражском университете. Во время учёбы он работал помощником в Пражской обсерватории (1876—1883), занимаясь вычислением путей астероидов.
После учреждения чешского университета в 1883 году он поступил на факультет философии. Позже он занимал пост профессора математики и физики в средней школе, а с 1892 года в гимназии Табора. Является автором книги «Astronomie» (Прага, 1877).

## Избранная библиография
- «О mnohonàsobnych bodech a tangentach křivek» (докторская диссертация),
- «Ueber die Bahn der Ino» (1873),
- «Bahnbestimmung des Cometen 1873 Tempel»[2].